# Rastislav Váhala
Rastislav Váhala (8. dubna 1909 Vídeň – 2. prosince 1988 Praha) byl český právník, účastník československého protinacistického odboje.

## Život
Rastislav Váhala se narodil ve Vídni v rodině Františka Váhaly a Josefy, rozené Stonavské, z Valašského Meziříčí , kde posléze vystudoval gymnázium. Vysokoškolský diplom získal na Právnické fakultě UK v Praze. Během povinného vojenského výcviku absolvoval důstojnickou školu v Opavě, ze které byl vyřazen jako poručík dělostřelectva v záloze. V roce 1939 byl zapsán do seznamu advokátů, kancelář spolu s otcem měl na Národní třídě, žil v Praze na Spořilově.
Za druhé světové války se zapojil do odbojové činnosti. Jeho otec JUDr. František Váhala byl popraven 3. 7. 1942 v Kounicových kolejích v Brně-Žabovřeskách. Od léta roku 1944 byl styčným důstojníkem Vojtěcha Luži, vojenského velitele Rady tří, pro styk s komunistickým odbojem a ilegálním odborovým hnutím, na které měl kontakty. V Radě tří používal krycí jméno Kozák. Luža však po zatýkání klíčových pražských osobností gestapem odešel v říjnu 1944 zpět na Moravu. Váhala díky statečnosti zatčeného Františka Jiříkovského nebyl prozrazen a stal se posledním velitelem odbojové skupiny Avala-Modrý kruh, která sdružovala odbojové pracovníky z hasičských sborů na území protektorátu. Avala-Modrý kruh byl do prosince 1944 začleněn do Radí tří, když došlo z důvodu dalšího zatýkání gestapem ke ztrátě kontaktů.
Od ledna 1945 se skrýval nedaleko Mánesa v Praze, neboť ho hledalo gestapo. V dubnu 1945 se stal vojenským poradcem Zpravodajské brigády. Získal díky přesunu vysílačky Anna výsadku Platinum-Pewter přímý kontakt s londýnskou exilovou vládou. Dne 5. května 1945 byl pověřen Českou národní radou funkcí vojenského zmocněnce v kasárnách Jiřího z Poděbrad.

## Po osvobození 1945
Po osvobození v roce 1945 vstoupil do komunistické strany, z níž byl zakrátko vyloučen. Po komunistickém puči byl v letech 1948 až 1949 jedním z obhájců generála Heliodora Píky v prvním vykonstruovaném soudním procesu komunistického totalitního režimu, který skončil justiční vraždou. Podle vlastních slov ho gen. Píkovi doporučil spoluvězeň a bývalý odbojář Jan Pliczka. Po rozsudku smrti pro gen. Píku podal odvolání v podobě Zmatečné stížnosti a po zamítnutí pak žádost o milost u prezidenta republiky Klementa Gottwalda, taktéž zamítnutou. Po tragické popravě uzavřel svou advokátní kancelář, protože pro něj měla advokacie smysl pouze jako obhajoba obviněného a nemohl se smířit s praktikami komunistického soudnictví. Do r.1952 pracoval v administrativě, ale po prověrkách a vyloučení z KSČ byl nucen sehnat si manuální práci. Dojížděl na Vřesovou, kde se tehdy stavěl hutní kombinát a pracoval tam jako sklobetonář.
Byl perzekvován a později se zapojil do protikomunistického odboje. Začal pracovat na revizi procesu a  usilovat o posmrtnou rehabilitaci generála Píky, která byla umožněna až v roce 1968, kdy byl rozsudek zrušen. Napsal o procesu s generálem Píkou knihu Smrt generála, která mohla vyjít až po roce 1989. Do konce života byl monitorován StB. V 70. a 80. letech získal výjezdní doložku do Jugoslávie, kde se scházel s Radomírem Lužou (v Lublani, později ve Vídni), kterému předal mimo jiné spisy o procesu s gen. Píkou pro Hooverův archiv při Stanfordově univerzitě.

## Dílo
- Smrt generála, Melantrich, Praha 1992, str. 189

## Ocenění
V roce 2010 mu byla udělena Cena Václava Bendy (in memoriam).